# Черепанов, Александр Петрович
Александр Петрович Черепанов (8 сентября 1929, Свердловск — 20 февраля 1989, Свердловск, РСФСР, СССР) — советский хоккеист, мастер спорта СССР, нападающий.

## Биография
Выступал за свердловское «Динамо» (1949—1951). Также играл в футбол в соревнованиях КФК за клуб «Динамо» (Свердловск).
В 1951—1960 гг. — игрок ЦСК МО, ЦСКА. В клубе, а затем в сборной СССР выступал в звене с Константином Локтевым и Вениамином Александровым.
В сезоне 1960/1961 выступал за свердловский «Спартак», забросил 13 шайб за команду в чемпионате СССР. Вне хоккейной площадки неоднократно нарушал спортивный режим, за что в итоге был выведен из состава команды.
В сезоне 1961/1962 играл за «Строитель» (Курган).
Скончался 20 февраля 1989 года. Урна с прахом захоронена в колумбарии на Сибирском кладбище.
Младший брат — Алексей (1939 г. р.) также выступал за свердловский «Спартак» в 1959—1960 гг., забросил 3 шайбы.

## Достижения
- Второй призёр ЧМ 1957, 1958. На ЧМ — 14 матчей, 9 голов.
- Чемпион СССР 1955, 1956, 1958-60, второй призёр чемпионатов СССР 1952—1954, 1957. В чемпионатах СССР — 208 матчей, 129 голов.
- Обладатель Кубка СССР 1954—1956.